# Карола Бідерманнова
Карола Бідерманнова, уроджена Зеєрова (чеськ. Carola Biedermannová, 18 жовтня 1947, Прага — 2 лютого 2008, Прага) — чеська юристка, письменниця та феміністка.

## Біографія
У 1970 році успішно закінчила навчання на юридичному факультеті Карлового університету, та три роки працювала адвокатом в «Tesla Karlín». У 1966 році посіла третє місце на конкурсі краси «Міс Прага». У 1973 році її прийняли на роботу до Генеральної прокуратури на посаду методолога із заробітної плати, де пропрацювала 20 років. 1978 рокуі вийшла заміж за Петра Бідерманна, у пари народилося двоє синів — Давід і Ріхард. Карола Бідерманнова стала членом Клубу наукової фантастики Жуля Верна в Празі та їздила на заходи чехословацького фандому. Навіть на лекціях у Парконі вона проявила себе як рішуча феміністка. Вона не приховувала, що захоплюється шиттям, катанням на конях і розведенням папуг. Почала писати для фензинів і журналів (зокрема «Ikarie») після 1988 року, і незабаром опублікувала кілька науково-фантастичних і фентезійних творів. Була редактором наукової фантастики журналу Nemesis (1994–97). Наприкінці життя у неї був серйозний психічний розлад. Карола Бідерманнова померла за нез'ясованих обставин у 2008 році, коли стала бездомною в Празі.

### Оповідання та есеї
- Мстива кантилена, феміністське есе
- Пінг-понг, 1988
- Вони, 1991
- Стах — поганий слуга, 1992
- Вальс з кажаном, 1994

### Романи та повісті
- Важке життя корови Каспара, автобіографічний роман
- Ті, що літають, науково-фантастичний роман, 1992
- Ступінь твердості 11, науково-фантастична повість, 1992
- Земля божевільних богів, фентезійний роман 1995